# Ceratina aliceae
Ceratina aliceae är en biart som beskrevs av Cockerell 1937. Ceratina aliceae ingår i släktet märgbin, och familjen långtungebin. Inga underarter finns listade i Catalogue of Life.